# Championnats du monde de ski alpin 2009
Navigation
Édition précédente Édition suivante
La 40e édition des Championnats du monde de ski alpin se déroule du 2 au 15 février 2009 à Val d'Isère (France). Le village savoyard se voit attribuer l'organisation de cette compétition bisannuelle le 3 juin 2004 à l'occasion du 44e Congrès de la Fédération internationale de ski, autorité organisatrice de l'événement, tenu à Miami (États-Unis).
Les onze épreuves programmées sont disputées sur deux massifs entourant Val d'Isère : le massif de Bellevarde et celui de Solaise. Plusieurs travaux ont été effectués dans l'optique de ce rendez-vous international : les pistes (réhabilitation de la Face de Bellevarde, construction de la piste Rhône-Alpes sur la Face de Solaise) et les infrastructures (édification d'un centre de presse et de stades d'arrivée). En raison du retard de certains de ces travaux, menaçant l'existence même de ces mondiaux, plusieurs démissions ont été présentées au sein du comité d'organisation, la plus symbolique étant celle de l'ancien skieur triple champion olympique Jean-Claude Killy. En dépit de ces turbulences, Val d'Isère et sa région accueillent finalement à temps les 504 sportifs (204 femmes et 300 hommes) venus de 73 pays.
Ces Mondiaux sont marqués par les performances de l'Américaine Lindsey Vonn qui remporte la descente et le super-G  sur la piste Rhône-Alpes de Solaise, et du Suisse Didier Cuche, qui devient à 34 ans le plus vieux champion du monde de l'histoire en s'imposant dans le super-G en bas de la Face de Bellevarde, pour remporter le seul titre mondial de sa carrière. Le Français Julien Lizeroux gagne pour sa part deux médailles d'argent, celles du slalom et du super-combiné.

## Organisation

### Élection de la ville hôte
C'est le 3 juin 2004, à l'occasion du 44e Congrès de la Fédération internationale de ski tenu à Miami aux États-Unis du 30 mai au 5 juin, qu'est élue la ville hôte de la 40e édition des Championnats du monde de ski alpin. Quatre villes ont déposé un dossier de candidature pour accueillir l'événement bisannuel : Garmisch-Partenkirchen (Allemagne), Schladming (Autriche), Vail (États-Unis) et Val d'Isère (France). Cette dernière est la seule à ne jamais avoir organisé puisque Garmisch a accueilli les Mondiaux en 1978, Schladming en 1982 et Vail en 1989 et 1999.
La candidature de Val d'Isère fut votée à l'unanimité par les membres du conseil municipal du village alpin le 24 avril 2003. La station savoyarde s'était déjà porté candidat sans succès à l'organisation des Championnats du monde de ski alpin 2007 finalement attribués à Åre (Suède). Après s'être rapidement acquittée des droits d'inscription auprès de la Fédération internationale de ski, la candidature de Val d'Isère se structure par la constitution d'un comité d'organisation. Ce dernier est présidé par le maire d'alors Bernard Catelan tandis que l'ancien skieur Jean-Claude Killy est désigné président exécutif.
Dès les Jeux olympiques d'hiver de 2002 organisés à Salt Lake City dans l'Utah, les responsables de Vail et du domaine skiable de Beaver Creek envisagent de proposer une candidature américaine à l'organisation de ces championnats. Le dossier américain s'est notamment appuyé sur le succès de l'organisation des éditions 1989 et 1999 tout en insistant sur l'originalité d'organiser cette compétition dans le Colorado tous les dix ans depuis 1989.
L'élection de juin 2004 se solde à l'issue du second tour de scrutin qui voit le village savoyard de Val d'Isère obtenir l'organisation de l'événement grâce à une majorité absolue. En tête dès le premier tour, la candidature française semble avoir profité des 2 voix initialement exprimées en faveur du dossier allemand lors du second tour.
| Ville                             | 1er tour | 2d tour |
| --------------------------------- | -------- | ------- |
| Val d'Isère, France               | 6        | 8       |
| Schladming, Autriche              | 4        | 4       |
| Vail, États-Unis                  | 3        | 3       |
| Garmisch-Partenkirchen, Allemagne | 2        | -       |

C'est la quatrième fois que la France accueille des Championnats du monde de ski alpin après les éditions 1937 et 1962 à Chamonix et 1968 à Grenoble (une compétition où étaient également décernés les titres olympiques). Après 41 ans, c'est donc la première fois que le pays organise cet événement mondial, le dernier rendez-vous international de ski alpin organisé en France étant les Jeux olympiques d'hiver de 1992. Défaites, les villes allemande de Garmisch, autrichienne de Schladming et américaine de Vail se consolent deux, quatre et six années plus tard puisque désignées tour à tour villes hôtes des éditions 2011, 2013 et 2015.

### Une préparation marquée par les tensions au sein du comité d'organisation
Nommé président du directoire du comité d'organisation en octobre 2005, Jean-Claude Killy présente sa démission à Bernard Catelan le 29 juin 2007 via une lettre dans laquelle l'ancien skieur triple champion olympique en 1968 reproche les retards des travaux,. En effet, ceux du centre sportif n'ont pas commencé alors tandis que les pistes nécessitent encore des aménagements. En mars 2007, la FIS avait déjà signalé ses inquiétudes quant à ces retards, un avertissement qu'avait relayé Killy. Quelque temps après, le 5 septembre 2007, c'est au tour de Jean-Paul Pierrat, ancien fondeur de haut niveau, d'annoncer sa démission de son poste de directeur général du comité d'organisation. Pierrat motive sa décision par la nécessité de réorganiser rapidement un comité confronté à l'accumulation des retards dans les divers travaux,.
Une réorganisation est décidée le 25 septembre 2007 avec la désignation de Jean-Luc Fabre en remplacement des deux démissionnaires, une nomination validée par les instances qui font autorité dont le ministère. À la fin de l'année, en prévision des tests grandeur nature en Coupe du monde, la FIS homologue les deux pistes après les réaménagements effectués sur la Bellevarde et la Solaise. Élu nouveau maire de Val d'Isère en mars 2008, Marc Bauer est désigné nouveau président du conseil de surveillance du comité d'organisation en remplacement de Bernard Catelan. Peu de temps après débutent les travaux du centre de presse qui, malgré les inquiétudes, est terminé dans les temps avant aménagement fin octobre 2008.

### Pistes
Après de multiples visites de contrôle, la FIS a validé le tracé des pistes en avril 2006, précédant de peu de temps le début des travaux des infrastructures avoisinantes, et le début de leur construction. Un peu plus de quatre mois après le début de sa construction, la piste « Rhône-Alpes » est homologuée pour la première fois par la FIS.

#### Face de Bellevarde
Les 11 épreuves sont disputées sur deux massifs qui entourent Val d'Isère, celui de Bellevarde et celui de Solaise. C'est sur les pentes du premier que sont s'étaient tenues une partie des épreuves – descente, super G, slalom géant et combiné – de ski alpin des Jeux olympiques d'hiver de 1992 organisées à Albertville. Façonnée par le Suisse Bernhard Russi pour les JO, la Face de Bellevarde est réhabilitée pour ces championnats puisqu'abandonnée par les responsables de Val d'Isère après les Jeux. À l'époque, la « Face » avait en effet suscité de multiples critiques en raison de son caractère trop technique, du manque de fluidité et de son exigence. Lors de ces Mondiaux, sont donc disputées sur la piste de Bellevarde l'ensemble des épreuves masculines (descente, super G, slalom géant, slalom, descente et slalom du super combiné) ainsi que deux épreuves féminines (slalom géant et slalom). La Face de Bellevarde est testée à l'occasion du Critérium de la première neige disputé dans le cadre de la Coupe du monde 2007-2008 le 3 février 2008. Le super combiné disputé ce jour-là sourit à l'Américain Bode Miller qui remporta la première course disputée sur la Face depuis 1992 (la descente prévue la veille fut cependant annulée). Deux nouvelles épreuves de Coupe du monde — édition 2008-2009 — sont disputées en décembre 2008 pour préparer la station. À cette occasion, l'Autrichien Benjamin Raich en super combiné et le Suisse Carlo Janka en géant s'illustrèrent.
|                    | Descente hommes | Super G hommes | Géant hommes | Géant femmes | Slalom hommes | Slalom femmes * |
| Altitude de départ | 2807 m          | 2498 m         | 2292 m       | 2209 m       | 2062 m        | 2042 m          |
| Altitude d'arrivée | 1848 m          | 1848 m         | 1848 m       | 1848 m       | 1842 m        | 1842 m          |
| Longueur           | 2988 m          | 1770 m         | 1181 m       | 1181 m       | 591 m         | 550 m           |
| Dénivellation      | 959 m           | 650 m          | 450 m        | 361 m        | 220 m         | 200 m           |
| Pente maximale     | 70 %            | 56 %           | 70 %         | 70 %         | 70 %          | 70 %            |
| Pente minimale     | 5 %             | 16 %           | 15 %         | 15 %         | 15 %          | 15 %            |
| Pente moyenne      | 32,1 %          | 36 %           | 38,1 %       | 38,1 %       | 37,23 %       | 37,23 %         |

* Le parcours du slalom féminin est le même que celui du slalom du super combiné masculin.

#### Face de Solaise
Les épreuves de vitesse (descente, super G) ainsi que le super combiné (descente et slalom) féminins se déroulent sur une nouvelle piste située sur le massif de Solaise. Baptisée « Rhône Alpes », cette piste façonnée spécialement pour les Mondiaux est testée pour la première fois en compétition à l'occasion des Championnats de France 2007, ; elle devait également servir lors de deux épreuves de Coupe du monde en décembre 2007 mais ces épreuves furent annulées. Il faut noter que le slalom du super combiné devait initialement se dérouler sur la Bellevarde.
|                    | Descente femmes | Super G femmes | Slalom du SC femmes |
| Altitude de départ | 2536 m          | 2445 m         | 2035 m              |
| Altitude d'arrivée | 1845 m          | 1845 m         | 1865 m              |
| Longueur           | 2227 m          | 1937 m         | 497 m               |
| Dénivellation      | 691 m           | 600 m          | 170 m               |
| Pente maximale     | 52,84 %         | 52,84 %        | 52,84 %             |
| Pente minimale     | 5 %             | 5 %            | 5 %                 |
| Pente moyenne      | 32,9 %          | 32,88 %        | 37,04 %             |

#### Critiques
Plusieurs voix se sont élevées durant les Championnats du monde pour critiquer la difficulté des pistes utilisées. Ainsi, concernant la Piste Rhône-Alpes du massif de Solaise, après le premier entraînement de la descente féminine marqué par les chutes plus ou moins graves de la Suédoise Jessica Lindell-Vikarby et de l'Allemande Maria Riesch, certaines portions ont été ralenties par l'ajout de portes sur ordre des responsables de la Fédération internationale de ski. Une dénaturation pour certaines skieuses, un soulagement pour d'autres. De même, les entraîneurs des équipes nationales ont émis des inquiétudes quant aux risques encourues par les skieuses à l'occasion des épreuves féminines prévues sur la Face de Bellevarde (notamment le slalom géant et le super G de la Coupe des nations). Sont notamment critiqués les passages entièrement verglacés du bas de la piste qui nécessitent une force particulière que ne possèderaient pas les femmes. Ainsi, Patrick Riml, le chef de l'équipe canadienne, a affirmé que si ces courses étaient maintenues sur Solaise, plusieurs équipes les boycotteraient. Avertie, la FIS décide après avoir hésité de maintenir les épreuves féminines sur Bellevarde. Les chutes de neige intervenues avant ces compétitions permettent finalement de diminuer la difficulté de la Face.

## Calendrier
Calendrier officiel des Championnats du monde. En raison d'un nombre élevé de participants, une manche qualificative est organisée la veille de chaque épreuve technique (slalom spécial, slalom géant).
Le 2 février 2009, une cérémonie d'ouverture marque le début officiel des Championnats du monde. Devant environ 7 000 spectateurs, cette cérémonie débute par le défilé des 73 délégations nationales engageant des skieurs et est suivie par un spectacle mis en scène par Gilles Rhodes, en partie responsable de la cérémonie d'ouverture des Jeux olympiques d'hiver de 1992. Parmi les officiels ayant assisté à cette célébration inaugurale figurent notamment le Suisse Gian-Franco Kasper, président de la FIS, ou Roselyne Bachelot, ministre française de la santé et des sports,.
| ent. | Entraînement | c | Course |

| Événements            | Événements            | Calendrier (février) | Calendrier (février) | Calendrier (février) | Calendrier (février) | Calendrier (février) | Calendrier (février) | Calendrier (février) | Calendrier (février) | Calendrier (février) | Calendrier (février) | Calendrier (février) | Calendrier (février) | Calendrier (février) | Calendrier (février) | Calendrier (février) |
| Événements            | Événements            | 2                    | 3                    | 4                    | 5                    | 6                    | 7                    | 8                    | 9                    | 10                   | 11                   | 12                   | 13                   | 14                   | 15                   |                      |
| Cérémonie d'ouverture | Cérémonie d'ouverture | •                    |                      |                      |                      |                      |                      |                      |                      |                      |                      |                      |                      |                      |                      |                      |
| HOMMES                | Descente              |                      |                      |                      | ent.                 | ent.                 | c                    |                      |                      |                      |                      |                      |                      |                      |                      |                      |
| HOMMES                | Super G               |                      |                      | c                    |                      |                      |                      |                      |                      |                      |                      |                      |                      |                      |                      |                      |
| HOMMES                | Slalom géant          |                      |                      |                      |                      |                      |                      |                      |                      |                      |                      |                      | c                    |                      |                      |                      |
| HOMMES                | Slalom                |                      |                      |                      |                      |                      |                      |                      |                      |                      |                      |                      |                      |                      | c                    |                      |
| HOMMES                | Super combiné         |                      |                      |                      |                      |                      |                      | ent.                 | c                    |                      |                      |                      |                      |                      |                      |                      |
| FEMMES                | Descente              |                      |                      | ent.                 | ent.                 |                      | ent.                 | c                    | c                    |                      |                      |                      |                      |                      |                      |                      |
| FEMMES                | Super G               |                      | c                    |                      |                      |                      |                      |                      |                      |                      |                      |                      |                      |                      |                      |                      |
| FEMMES                | Slalom géant          |                      |                      |                      |                      |                      |                      |                      |                      |                      |                      | c                    |                      |                      |                      |                      |
| FEMMES                | Slalom                |                      |                      |                      |                      |                      |                      |                      |                      |                      |                      |                      |                      | c                    |                      |                      |
| FEMMES                | Super combiné         |                      |                      |                      |                      | c                    |                      |                      |                      |                      |                      |                      |                      |                      |                      |                      |
| Coupe des nations     | Coupe des nations     |                      |                      |                      |                      |                      |                      |                      |                      |                      | c                    |                      |                      |                      |                      |                      |
| Cérémonie de clôture  | Cérémonie de clôture  |                      |                      |                      |                      |                      |                      |                      |                      |                      |                      |                      |                      |                      | •                    |                      |

## Délégations
Un total de 504 sportifs (204 femmes et 300 hommes) représentant 73 pays est engagé auprès de la FIS dans les 11 épreuves.
- Afrique du Sud
- Allemagne
- Andorre
- Argentine
- Arménie
- Australie
- Autriche
- Azerbaïdjan
- Belgique
- Biélorussie
- Bosnie-Herzégovine
- Brésil
- Bulgarie
- Canada
- Chili
- Chine
- Chypre
- Colombie
- Corée du Sud
- Croatie
- Danemark
- Espagne
- États-Unis
- Finlande
- France
- Géorgie
- Ghana
- Grande-Bretagne
- Grèce
- Haïti
- Hongrie
- Îles Caïmans
- Inde
- Iran
- Irlande
- Islande
- Israël
- Italie
- Japon
- Kazakhstan
- Kirghizistan
- Lettonie
- Liban
- Liechtenstein
- Lituanie
- Luxembourg
- Macédoine
- Maroc
- Mexique
- Moldavie
- Monaco
- Mongolie
- Monténégro
- Népal
- Norvège
- Nouvelle-Zélande
- Pays-Bas
- Pologne
- Porto Rico
- Roumanie
- Russie
- Saint-Marin
- Sénégal
- Serbie
- Slovaquie
- Slovénie
- Suède
- Suisse
- Turquie
- Ukraine

## Tableau des médailles
| Rang  | Nation     | Or | Argent | Bronze | Total |
| ----- | ---------- | -- | ------ | ------ | ----- |
| 1     | Suisse     | 2  | 3      | 1      | 6     |
| 2     | Autriche   | 2  | 1      | 2      | 5     |
| 3     | États-Unis | 2  | 0      | 1      | 3     |
| 4     | Allemagne  | 2  | 0      | 0      | 2     |
| 5     | Canada     | 1  | 0      | 1      | 2     |
| 6     | Norvège    | 1  | 0      | 1      | 2     |
| 7     | France     | 0  | 3      | 0      | 3     |
| 8     | Italie     | 0  | 1      | 1      | 2     |
| 9     | Slovénie   | 0  | 1      | 0      | 1     |
| 9     | Tchéquie   | 0  | 1      | 0      | 1     |
| 11    | Finlande   | 0  | 0      | 2      | 2     |
| 12    | Croatie    | 0  | 0      | 1      | 1     |
| Total | Total      | 10 | 10     | 10     | 30    |

## Résultats

### Hommes
| Épreuves                          | Or                         | Argent                  | Bronze                     |
| --------------------------------- | -------------------------- | ----------------------- | -------------------------- |
| Descente résultats détaillés      | John Kucera Canada         | Didier Cuche Suisse     | Carlo Janka Suisse         |
| Super G résultats détaillés       | Didier Cuche Suisse        | Peter Fill Italie       | Aksel Lund Svindal Norvège |
| Slalom géant résultats détaillés  | Carlo Janka Suisse         | Benjamin Raich Autriche | Ted Ligety États-Unis      |
| Slalom résultats détaillés        | Manfred Pranger Autriche   | Julien Lizeroux France  | Michael Janyk Canada       |
| Super combiné résultats détaillés | Aksel Lund Svindal Norvège | Julien Lizeroux France  | Natko Zrncic-Dim Croatie   |

#### Super G hommes
Dossard 16, le Suisse Didier Cuche a dominé la course presque de bout en bout. Le vice-champion olympique du super G en 1998 a en effet pointé en tête à chaque intermédiaire accroissant progressivement à chaque fois son avance. Ainsi, hormis l'intervalle séparant le premier du deuxième intermédiaire, le Suisse a réalisé le meilleur temps de chacun des secteurs chronométriques. Aucun autre skieur n'a affiché une telle régularité sur l'ensemble du parcours et n'a su maîtriser autant une piste aussi abrupte et technique. Finalement, le premier champion du monde suisse de super G depuis Martin Hangl en 1989 devance d'environ une seconde ses poursuivants directs, l'Italien Peter Fill (dossard 26) et le Norvégien Aksel Lund Svindal (dossard 19). À 34 ans, Didier Cuche remporte le premier titre mondial de sa carrière mais il devient également le plus vieux champion du monde de l'histoire. La piste de Bellevarde présentait une neige accrocheuse en haut avant une fin sur de la glace. Tout d'abord Benjamin Raich (dossard 9) puis Christof Innerhofer (dossard 11) ont signé un temps de référence et prirent chacun la tête de l'épreuve avant le passage de Didier Cuche qui devance de plus d'une seconde l'Italien. Seuls Aksel Lund Svindal dans un premier temps (dossard 19) puis Peter Fill (dossard 26) ont pu se rapprocher du temps du Suisse, Fill fut moins relâché que ce dernier dans les courbes pentues de la Face de Bellevarde, il enlève cependant la première récompense mondiale de sa carrière tandis qu'Aksel Lund Svindal décroche sa quatrième médaille mondiale, la première en super G.
Parmi les favoris de la course, certains ont failli comme l'Autrichien Hermann Maier, leader de la Coupe du monde de la spécialité avant ces mondiaux, qui termine au 18e rang. Bode Miller auteur d'une grosse faute en première partie termine 12e. Plusieurs skieurs sont sortis dans les premiers dossard tels que Manuel Osborne-Paradis, Ted Ligety, Marco Sullivan ou Ambrosi Hoffmann permettant que les informations reviennent rapidement en cabine de départ pour les skieurs suivants. Enfin, Ivica Kostelić ne put prendre le départ en raison d'un dos douloureux.
| Rang               | Skieur              | Temps         | Retard   |
| ------------------ | ------------------- | ------------- | -------- |
| Médaille d'or      | Didier Cuche        | 1 min 19 s 41 | —        |
| Médaille d'argent  | Peter Fill          | 1 min 20 s 40 | + 0 s 99 |
| Médaille de bronze | Aksel Lund Svindal  | 1 min 20 s 43 | + 1 s 02 |
| 4                  | Christof Innerhofer | 1 min 20 s 48 | + 1 s 07 |
| 5                  | Benjamin Raich      | 1 min 20 s 56 | + 1 s 15 |
| 6                  | John Kucera         | 1 min 21 s 07 | + 1 s 66 |
| 7                  | Marco Büchel        | 1 min 21 s 09 | + 1 s 68 |
| 8                  | Didier Défago       | 1 min 21 s 10 | + 1 s 69 |
| 9                  | Carlo Janka         | 1 min 21 s 19 | + 1 s 78 |
| 10                 | Klaus Kröll         | 1 min 21 s 20 | + 1 s 79 |

| Mercredi 4 février 2009 – 11 heures (heure locale). Face olympique de Bellevarde. - Météo : alternance d'éclaircies et de nuages. - 70 skieurs engagés, 67 au départ, 47 classés, 20 abandons. |

| Caractéristiques de la piste |        |
| Altitude de départ           | 2498 m |
| Altitude d'arrivée           | 1848 m |
| Longueur                     | 1770 m |
| Dénivellation                | 650 m  |
| Pente maximale               | 56 %   |
| Pente minimale               | 16 %   |
| Pente moyenne                | 36 %   |

#### Super Combiné hommes
| Rang               | Skieur                   | Temps         | Retard  |
| ------------------ | ------------------------ | ------------- | ------- |
| Médaille d'or      | Aksel Lund Svindal       | 2 min 23 s 00 | —       |
| Médaille d'argent  | Julien Lizeroux          | 2 min 23 s 90 | +0 s 90 |
| Médaille de bronze | Natko Zrncic-Dim         | 2 min 24 s 58 | +1 s 58 |
| 4                  | Silvan Zurbriggen        | 2 min 24 s 59 | +1 s 59 |
| 5                  | Peter Fill               | 2 min 24 s 96 | +1 s 96 |
| 6                  | Sandro Viletta           | 2 min 25 s 07 | +2 s 07 |
| 6                  | Thomas Mermillod-Blondin | 2 min 25 s 07 | +2 s 07 |
| 8                  | Romed Baumann            | 2 min 25 s 21 | +2 s 21 |
| 9                  | Kjetil Jansrud           | 2 min 25 s 30 | +2 s 30 |
| 10                 | Alexandre Horoshilov     | 2 min 25 s 91 | +2 s 91 |

(en) Résultats officiels détaillés

#### Descente hommes
| Rang               | Skieur             | Temps         | Retard  |
| ------------------ | ------------------ | ------------- | ------- |
| Médaille d'or      | John Kucera        | 2 min 07 s 01 | —       |
| Médaille d'argent  | Didier Cuche       | 2 min 07 s 05 | +0 s 04 |
| Médaille de bronze | Carlo Janka        | 2 min 07 s 18 | +0 s 17 |
| 4                  | Marco Büchel       | 2 min 07 s 53 | +0 s 52 |
| 5                  | Adrien Théaux      | 2 min 07 s 95 | +0 s 94 |
| 6                  | Hermann Maier      | 2 min 08 s 19 | +1 s 18 |
| 7                  | Werner Heel        | 2 min 08 s 21 | +1 s 20 |
| 8                  | Bode Miller        | 2 min 08 s 38 | +1 s 37 |
| 9                  | Michael Walchhofer | 2 min 08 s 44 | +1 s 43 |
| 10                 | Klaus Kröll        | 2 min 08 s 62 | +1 s 60 |

| Samedi 7 février 2009 – 10 heures 45 (heure locale). Face olympique de Bellevarde. - 38 skieurs engagés, 38 au départ, 28 classés et 10 abandons. |

| Caractéristiques de la piste |         |
| Altitude de départ           | 2 807 m |
| Altitude d'arrivée           | 1 848 m |
| Longueur                     | 2 988 m |
| Dénivellation                | 969 m   |
| Pente maximale               |         |
| Pente minimale               |         |
| Pente moyenne                |         |

#### Géant hommes
| Rang               | Skieur                | Temps         | Retard   |
| ------------------ | --------------------- | ------------- | -------- |
| Médaille d'or      | Carlo Janka           | 2 min 18 s 82 | —        |
| Médaille d'argent  | Benjamin Raich        | 2 min 19 s 53 | + 0 s 71 |
| Médaille de bronze | Ted Ligety            | 2 min 19 s 81 | + 0 s 99 |
| 4                  | Marcel Hirscher       | 2 min 19 s 88 | + 1 s 06 |
| 5                  | Massimiliano Blardone | 2 min 20 s 49 | + 1 s 67 |
| 6                  | Didier Cuche          | 2 min 20 s 51 | + 1 s 69 |
| 7                  | Jean-Baptiste Grange  | 2 min 20 s 57 | + 1 s 75 |
| 8                  | Alexander Ploner      | 2 min 20 s 60 | + 1 s 78 |
| 9                  | Aksel Lund Svindal    | 2 min 20 s 61 | + 1 s 79 |
| 10                 | Marc Berthod          | 2 min 20 s 76 | + 1 s 94 |

| Vendredi 13 février 2009 – 10 heures (heure locale). Face olympique de Bellevarde. - Météo : ensoleillé. - 75 skieurs engagés en 1re manche, 74 au départ, 54classés, 20 abandons. 30 skieurs engagés en 2e manche, 29 classés, 1 abandon |

| Caractéristiques de la piste |         |
| Altitude de départ           | 2 292 m |
| Altitude d'arrivée           | 1 842 m |
| Longueur                     | 1 181 m |
| Dénivellation                | 450 m   |
| Pente maximale               |         |
| Pente minimale               |         |
| Pente moyenne                |         |

#### Slalom hommes
| Rang               | Skieur           | Temps         | Retard   |
| ------------------ | ---------------- | ------------- | -------- |
| Médaille d'or      | Manfred Pranger  | 1 min 44 s 17 | —        |
| Médaille d'argent  | Julien Lizeroux  | 1 min 44 s 48 | + 0 s 31 |
| Médaille de bronze | Michael Janyk    | 1 min 45 s 70 | + 1 s 53 |
| 4                  | Felix Neureuther | 1 min 45 s 89 | + 1 s 72 |
| 5                  | Mattias Hargin   | 1 min 46 s 23 | + 2 s 06 |
| 6                  | Steve Missillier | 1 min 46 s 46 | + 2 s 29 |
| 7                  | Patrick Thaler   | 1 min 46 s 54 | + 2 s 37 |
| 8                  | Krystof Kryzl    | 1 min 46 s 57 | + 2 s 40 |
| 9                  | Urs Imboden      | 1 min 46 s 72 | + 2 s 55 |
| 10                 | Jimmy Cochran    | 1 min 46 s 83 | + 2 s 66 |

| Dimanche 15 février 2009 – 10 heures (heure locale). Face olympique de Bellevarde. - Météo : ensoleillé. - 75 skieurs engagés en 1re manche, 75 au départ, 36 classés, 33 abandons, 6 disqualifiés. 30 skieurs engagés en 2e manche, 17 classés, 8 abandons, 5 disqualifiés. |

| Caractéristiques de la piste |         |
| Altitude de départ           | 2 062 m |
| Altitude d'arrivée           | 1 842 m |
| Longueur                     | 591 m   |
| Dénivellation                | 220 m   |
| Pente maximale               |         |
| Pente minimale               |         |
| Pente moyenne                |         |

### Femmes
| Épreuves                          | Or                       | Argent                       | Bronze                      |
| --------------------------------- | ------------------------ | ---------------------------- | --------------------------- |
| Descente résultats détaillés      | Lindsey Vonn États-Unis  | Lara Gut Suisse              | Nadia Fanchini Italie       |
| Super G résultats détaillés       | Lindsey Vonn États-Unis  | Marie Marchand-Arvier France | Andrea Fischbacher Autriche |
| Slalom géant résultats détaillés  | Kathrin Hoelzl Allemagne | Tina Maze Slovénie           | Tanja Poutiainen Finlande   |
| Slalom résultats détaillés        | Maria Riesch Allemagne   | Sarka Zahrobska Tchéquie     | Tanja Poutiainen Finlande   |
| Super combiné résultats détaillés | Kathrin Zettel Autriche  | Lara Gut Suisse              | Elisabeth Görgl Autriche    |

#### Super G femmes
Partie avec le dossard no 2, la Française Marie Marchand-Arvier a longtemps détenu le meilleur temps avant que l'Américaine Lindsey Vonn (dossard 21) n'améliore de 34 centièmes de seconde la meilleure performance chronométrique. Auparavant, seule l'Autrichienne Andrea Fischbacher avait menacé la position de Marchand-Arvier puisqu'elle n'avait concédé que 6 centièmes de seconde à l'issue du parcours. Lindsey Vonn, leader du classement général de la Coupe du monde avant ces championnats, est la première américaine à inscrire son nom au palmarès du super G. Médaillée d'argent en 2007, elle remporte le premier titre mondial de sa carrière. Marie Marchand-Arvier n'était jamais montée sur un podium de super G en Coupe du monde mais elle connaissait parfaitement la piste grâces à plusieurs séances d'entraînement suivies par la délégation française. Elle est la première française médaillée en super G depuis le titre mondial de Régine Cavagnoud en 2001. Spécialiste du super G, l'Autrichienne Fischbacher, ancienne championne du monde junior de l'épreuve, enlève la première médaille mondiale élite de sa carrière.
Sur une piste souvent glacée notamment sur le haut du parcours, de nombreuses skieuses ont été piégées parmi lesquelles plusieurs favorites. La Suédoise Anja Pärson, tenante du titre, et l'Autrichienne Renate Götschl n'ont pas fini la course tandis que l'Italienne Nadia Fanchini, leader de la spécialité de la Coupe du monde 2008-2009, termine à 2 secondes de la vainqueur. Sur un tracé exigeant et très technique, la moindre erreur a été sanctionnée par la perte de plusieurs dixièmes ; en attestent les écarts importants à l'arrivée puisque seules trois skieuses terminent dans la même seconde, huit dans les deux mêmes secondes.
Les trois premières à l'arrivée l'ont été aux trois points de chronométrage intermédiaire. Ainsi, l'Autrichienne Andrea Fischbacher a réalisé le meilleur haut de parcours, la Française Marchand-Arvier pointait en tête au deuxième temps intermédiaire avant que l'Américaine Vonn ne pointe en tête au troisième et dernier intermédiaire. C'est dans cette partie de la course que la Française Marchand-Arvier a perdu du temps sur la vainqueur puisqu'elle ne réalise que le 12e temps entre le deuxième et le troisième intermédiaire concédant plus de 7 dixièmes de seconde sur Vonn.
| Rang               | Skieuse               | Temps         | Retard   |
| ------------------ | --------------------- | ------------- | -------- |
| Médaille d'or      | Lindsey Vonn          | 1 min 20 s 73 | —        |
| Médaille d'argent  | Marie Marchand-Arvier | 1 min 21 s 07 | + 0 s 34 |
| Médaille de bronze | Andrea Fischbacher    | 1 min 21 s 13 | + 0 s 40 |
| 4                  | Anna Fenninger        | 1 min 22 s 01 | + 1 s 28 |
| 5                  | Tina Maze             | 1 min 22 s 06 | + 1 s 33 |
| 6                  | Elisabeth Görgl       | 1 min 22 s 27 | + 1 s 54 |
| 7                  | Lara Gut              | 1 min 22 s 34 | + 1 s 61 |
| 8                  | Maria Riesch          | 1 min 22 s 44 | + 1 s 71 |
| 9                  | Nadia Fanchini        | 1 min 22 s 75 | + 2 s 02 |
| 10                 | Viktoria Rebensburg   | 1 min 22 s 80 | + 2 s 07 |

| Mardi 3 février 2009 – 11 heures (heure locale). Piste Rhône-Alpes du massif de Solaise. - Météo : alternance d'éclaircies et de nuages. - 56 skieuses engagées, 55 au départ, 38 classées, 16 abandons, 1 disqualification. |

| Caractéristiques de la piste |         |
| Altitude de départ           | 2445 m  |
| Altitude d'arrivée           | 1845 m  |
| Longueur                     | 1937 m  |
| Dénivellation                | 600 m   |
| Pente maximale               | 52,84 % |
| Pente minimale               | 5 %     |
| Pente moyenne                | 32,88 % |

#### Super Combiné femmes
| Rang               | Skieuse               | Temps         | Retard   |
| ------------------ | --------------------- | ------------- | -------- |
| Médaille d'or      | Kathrin Zettel        | 2 min 20 s 13 | —        |
| Médaille d'argent  | Lara Gut              | 2 min 20 s 69 | + 0 s 56 |
| Médaille de bronze | Elisabeth Görgl       | 2 min 21 s 01 | + 0 s 88 |
| 4                  | Maria Riesch          | 2 min 21 s 67 | + 1 s 54 |
| 5                  | Marie Marchand-Arvier | 2 min 22 s 62 | + 2 s 49 |
| 6                  | Johanna Schnarf       | 2 min 22 s 68 | + 2 s 55 |
| 7                  | Anna Fenninger        | 2 min 22 s 69 | + 2 s 56 |
| 8                  | Fabienne Suter        | 2 min 22 s 90 | + 2 s 77 |
| 9                  | Sandrine Aubert       | 2 min 22 s 98 | + 2 s 85 |
| 10                 | Marusa Ferk           | 2 min 23 s 11 | + 2 s 98 |

(en) Résultats officiels détaillés

#### Descente femmes
| Rang               | Skieuse               | Temps         | Retard   |
| ------------------ | --------------------- | ------------- | -------- |
| Médaille d'or      | Lindsey Vonn          | 1 min 30 s 31 | —        |
| Médaille d'argent  | Lara Gut              | 1 min 30 s 83 | + 0 s 52 |
| Médaille de bronze | Nadia Fanchini        | 1 min 30 s 88 | + 0 s 57 |
| 4                  | Elisabeth Görgl       | 1 min 31 s 24 | + 0 s 93 |
| 5                  | Marion Rolland        | 1 min 31 s 45 | + 1 s 14 |
| 6                  | Marie Marchand-Arvier | 1 min 31 s 51 | + 1 s 20 |
| 7                  | Andrea Fischbacher    | 1 min 31 s 88 | + 1 s 57 |
| 8                  | Wendy Siorpaes        | 1 min 32 s 31 | + 2 s 00 |
| 9                  | Stacey Cook           | 1 min 32 s 37 | + 2 s 06 |
| 10                 | Maria Riesch          | 1 min 32 s 42 | + 2 s 11 |

| Lundi 9 février 2009 – 17 heures (heure locale). Piste Rhône-Alpes du massif de Solaise. |

| Caractéristiques de la piste |         |
| Altitude de départ           | 2 536 m |
| Altitude d'arrivée           | 1 845 m |
| Longueur                     | 2 227 m |
| Dénivellation                | 691 m   |
| Pente maximale               | 52,84 % |
| Pente minimale               | 5 %     |
| Pente moyenne                | 32,9 %  |

#### Géant femmes
| Rang               | Skieuse                | Temps         | Retard   |
| ------------------ | ---------------------- | ------------- | -------- |
| Médaille d'or      | Kathrin Hoelzl         | 2 min 03 s 49 | —        |
| Médaille d'argent  | Tina Maze              | 2 min 03 s 58 | + 0 s 09 |
| Médaille de bronze | Tanja Poutiainen       | 2 min 04 s 03 | + 0 s 54 |
| 4                  | Denise Karbon          | 2 min 04 s 16 | + 0 s 67 |
| 5                  | Michaela Kirchgasser   | 2 min 04 s 22 | + 0 s 73 |
| 6                  | Kathrin Zettel         | 2 min 04 s 31 | + 0 s 82 |
| 7                  | Tessa Worley           | 2 min 04 s 63 | + 1 s 14 |
| 8                  | Maria Pietilae-Holmner | 2 min 04 s 71 | + 1 s 22 |
| 9                  | Viktoria Rebensburg    | 2 min 04 s 74 | + 1 s 25 |
| 10                 | Elisabeth Görgl        | 2 min 04 s 97 | + 1 s 48 |

| Jeudi 12 février 2009 – 10 heures (heure locale). Piste Bellevarde. - Météo : alternance d'éclaircies et de nuages. - 98 skieuses engagées en 1re manche, 94 au départ, 61 classées, 30 abandons, 3 disqualification. 30 skieuses engagées en 2e manche, 30 au départ, 29 classées, 1 abandon. |

| Caractéristiques de la piste |         |
| Altitude de départ           | 2 225 m |
| Altitude d'arrivée           | 1 865 m |
| Longueur                     | 925 m   |
| Dénivellation                | 691 m   |
| Pente maximale               |         |
| Pente minimale               |         |
| Pente moyenne                |         |

#### Slalom femmes
| Rang               | Skieuse           | Temps         | Retard   |
| ------------------ | ----------------- | ------------- | -------- |
| Médaille d'or      | Maria Riesch      | 1 min 51 s 80 | —        |
| Médaille d'argent  | Sarka Zahrobska   | 1 min 52 s 57 | + 0 s 77 |
| Médaille de bronze | Tanja Poutiainen  | 1 min 52 s 89 | + 1 s 09 |
| 4                  | Denise Karbon     | 1 min 52 s 90 | + 1 s 10 |
| 5                  | Nicole Gius       | 1 min 52 s 93 | + 1 s 13 |
| 6                  | Denise Feierabend | 1 min 53 s 49 | + 1 s 69 |
| 7                  | Ana Jelusic       | 1 min 53 s 67 | + 1 s 89 |
| 8                  | Fanny Chmelar     | 1 min 53 s 76 | + 1 s 96 |
| 9                  | Anja Pärson       | 1 min 53 s 78 | + 1 s 98 |
| 10                 | Aline Bonjour     | 1 min 53 s 84 | + 2 s 04 |

| Samedi 14 février 2009 – 10 heures (heure locale). Piste Bellevarde. - Météo : ensoleillé. - 101 skieuses engagées en 1re manche, 99 au départ, 54 classées, 42 abandons, 3 disqualification. 30 skieuses engagées en 2e manche, 30 au départ, 26 classées, 1 abandon, 3 disqualifiées. |

| Caractéristiques de la piste |         |
| Altitude de départ           | 2 032 m |
| Altitude d'arrivée           | 1 842 m |
| Longueur                     | 549 m   |
| Dénivellation                | 190 m   |
| Pente maximale               |         |
| Pente minimale               |         |
| Pente moyenne                |         |

### Par équipe
| Épreuves          | Or               | Argent           | Bronze           |
| ----------------- | ---------------- | ---------------- | ---------------- |
| Coupe des nations | Epreuve annulée. | Epreuve annulée. | Epreuve annulée. |

## Faits marquants

### Compétitions
Le tableau final des médailles est dominé par la Suisse, une première depuis l'édition 1989 organisée à Vail aux États-Unis. La délégation helvétique a notamment pu compter sur l'expérience de Didier Cuche, 34 ans, qui devient le champion du monde le plus âgé de l'histoire en gagnant le super G. Le skieur, vice-champion olympique de l'épreuve en 1998, rate même de peu le doublé dans les épreuves de vitesse en échouant à 4 centièmes de seconde de la médaille d'or de la descente, remportée à la surprise générale par John Kucera, premier canadien titré dans cette épreuve,. Troisième de cette dernière épreuve, Carlo Janka, 22 ans, est le symbole d'une équipe suisse également récompensée par ses plus jeunes représentants. Déjà vainqueur en Coupe du monde sur la Face de Bellevarde, Janka est sacré par ailleurs champion du monde du slalom géant. Plus jeune encore, l'espoir du ski féminin Lara Gut enlève deux médailles d'argent en super combiné et en descente chez les femmes à seulement 17 ans. Mais la femme la plus en vue de la quinzaine mondiale est Lindsey Vonn. L'Américaine, leader du classement général de la Coupe du monde 2008-2009, qui réalise le doublé descente et super G, est l'unique participante doublement sacrée lors de la compétition. La skieuse polyvalente se fait également remarquer en se blessant accidentellement la main en célébrant son sacre de la descente. Un rapide aller-retour en Autriche pour se faire opérer permet à l'Américaine d'être opérationnelle pour le slalom. Mais comme lors du super combiné, Vonn abandonne lors de la seconde manche alors qu'elle est en bonne position pour monter sur le podium.
Plusieurs têtes d'affiche ont en revanche failli lors des Championnats du monde en ne remportant aucune médaille. C'est le cas chez les hommes de Bode Miller ou d'Anja Pärson chez les femmes. Chez les hommes, l'Autriche ne remporte que deux médailles dont une en or, un bilan bien en deçà des espérances du pays le plus médaillé de l'histoire des Championnats du monde. Ainsi, avant l'ultime épreuve — le slalom masculin — la Wunderteam masculine n'avait remportée qu'une médaille, celle en argent de Benjamin Raich en géant. Les honneurs sont pour Manfred Pranger, médaillé d'or mais unique skieur autrichien classé lors du slalom. Chez les femmes, entre l'absence de Marlies Schild et le retour de blessure de Nicole Hosp, Kathrin Zettel a assumé son statut de leader de l'équipe autrichienne en gagnant le titre mondial du super combiné. De la même façon, l'Allemande Maria Riesch remporte l'or en slalom, épreuve qu'elle domine en Coupe du monde ; le second titre pour la délégation allemande après la victoire surprise de Kathrin Hoelzl en slalom géant.
La France, pays hôte, termine la compétition avec trois récompenses et plusieurs places d'honneur. Un « bon bilan » selon le Directeur technique alpin Yves Dimier, ce malgré l'absence de titre et l'échec de Jean-Baptiste Grange, leader du classement de la Coupe du monde de slalom.

### Environnement
En raison de pistes détériorées par les précipitations de neige, la Coupe des nations, épreuve par équipe, est annulée alors qu'elle devait avoir lieu le 11 février 2009. La compétition ne peut être reprogrammée en raison d'un calendrier encombré par les épreuves techniques disputées à la fin des championnats. Neuf équipes, composées d'hommes et de femmes, étaient engagées pour disputer deux super G raccourcis et deux manches de slalom. Plus globalement, l'événement est épargné par le mauvais temps. Sur les treize jours de compétitions, il a régné un ciel alternant éclaircies et nuages. Hormis l'annulation de la Coupe des nations, seule la descente féminine a été reportée à cause des mauvaises conditions climatiques.
Avant les compétitions, les organisateurs espéraient 200 000 spectateurs. Plus de 250 000 personnes assistent finalement aux compétitions. Le dimanche 15 février, dernier jour de l'événement, 42 000 personnes assistent même au slalom masculin selon l'organisation. Un succès populaire en partie expliqué par la gratuité offerte aux spectateurs d'assister aux compétitions mais aussi par la gratuité des transports en commun organisée par les collectivités territoriales.

### Un bilan positif
Ces championnats du monde ont dépassé les records d'audience télévisuels, entraînant la satisfaction des financeurs, l'État, la région Rhône-Alpes et le département de la Savoie. Quelques semaines après la clôture, les recettes étaient évaluées à 32,1 M€, soit +0,5M€ par rapport aux dépenses.